# Euphlyctis kerala
Euphlyctis kerala — вид жаб родини Dicroglossidae. Описаний у 2021 році.

## Поширення
Ендемік Індії. Поширений у Пташиному заповіднику Таттекад на півдні штату Керала.